# Аристарх (Станкевич)
Архиепи́скоп Ариста́рх (в миру Андре́й Евдоки́мович Станке́вич; 9 июля 1941, Осовецкая Буда, Петриковский район, Гомельская область — 23 апреля 2012, там же) — епископ Русской православной церкви, архиепископ Гомельский и Жлобинский.

## Биография
Родился в деревне Осовецкая Буда Петриковского района Гомельской области (ныне Мозырский район, Белоруссия) в крестьянской семье. Был младшим из 8 детей Евдокима Даниловича и Евы Андреевны Станкевичей. В самом начале Великой Отечественной войны деревня была захвачена немцами, и семье пришлось скрываться в лесах с партизанами. Отец умер в 1943 году от тифа. Во время войны метрика Андрея была утеряна, и уже после войны в новых документах датой рождения записали 9 июня 1941 года, хотя на самом деле он родился в декабре 1938 под Андрея Первозванного.
По окончании средней школы в 1956 году работал на хлебозаводе Мозыря. В 1958 году окончил водительские курсы, получил права, работал в речном порту и учился на электросварщика.
В 1959 году по рекомендации настоятеля Свято-Михайловской церкви протоиерея Алексия Задерковского Андрей Станкевич подал документы в Минскую духовную семинарию. Однако тогда её готовили к закрытию, поэтому поступление не состоялось.
В 1960—1963 годах служил в рядах Советской Армии в ракетном дивизионе тактических на гусеничном ходу установок сначала под Минском, в селе Станькове Дзержинского района, а затем в Германии, в селе Центхайм. После демобилизации работал в автобусном парке Минска.
В 1966 году поступил в Одесской духовной семинарии. Учился блестяще, благодаря чему сразу после второго курса был переведён на четвёртый. По окончании семинарии поступил в Московскую духовную академию. Обучаясь в академии, нёс послушание помощника смотрителя Патриарших покоев.
В начале 1970 года зачислен в число братии Троице-Сергиевой Лавры.
11 июня того же года по благословению патриарха Московского и всея Руси Алексия I архимандритом Платоном (Лобанковым) был пострижен в монашество с наречением имени Аристарх, в честь апостола Аристарха от семидесяти.
В 1971 году епископом Корсунским Петром (Л’Юилье) был рукоположён во иеродиакона.
В 1971—1977 годах являлся иподиаконом Святейшего Патриарха Московского и всея Руси Пимена.
В 1973 году окончил МДА со степенью кандидата богословия.
5 сентября 1977 года в Богоявленском соборе Москвы патриархом Пименом был рукоположён во иеромонаха.
Осенью 1978 года возведён в сан архимандрита и назначен ризничим Троице-Сергиевой Лавры.
Постановлением патриарха Московского и всея Руси Алексия II и Священного Синода Русской Православной Церкви от 20 июля 1990 года отцу Аристарху было определено стать епископом Гомельским и Мозырским.
28 июля того же года в Минском Свято-Духовом кафедральном соборе состоялось его наречение, а на следующий день, 29 июля — архиерейская хиротония в Свято-Успенском соборе Жировичского монастыря. Чин наречения и хиротонии совершили митрополит Минский Филарет (Вахромеев), архиепископ Могилёвский Максим (Кроха), епископы Брестский Константин (Хомич), Полоцкий Димитрий (Дроздов) и Пинский Стефан (Корзун).
11 июня 1992 года в связи с учреждением Туровской и Мозырской епархии получил титул Гомельский и Жлобинский.
25 февраля 2000 года в Богоявленском соборе в Москве Патриархом Алексием II возведён в сан архиепископа.
Трудами архиепископа Аристарха были обретены мощи и состоялось церковное прославление св. прав. Иоанна Кормянского.
С 27 июля 2009 года — член Межсоборного присутствия Русской Православной Церкви.
Скончался 23 апреля 2012 года в родительском доме в деревне Осовецкая Буда от сердечного приступа. 25 апреля 2012 года согласно завещанию погребён в Гомельском Никольском мужском монастыре, настоятелем которого являлся при жизни.
24 апреля гроб с телом был доставлен в Гомель на ул. Воровского, где жил владыка. Панихиду по новопреставленному иерарху совершили епископ Туровский и Мозырский Стефан (Нещерет) и епископ Речицкий Леонид (Филь). Затем гроб был перевезён в Петропавловский кафедральный собор Гомеля. По окончании панихиды, которую совершил епископ Леонид в сослужении духовенства собора, началось прощание с владыкой Аристархом. Панихиду по окончании всенощного бдения совершил управляющий делами Белорусского экзархата архиепископ Новогрудский и Лидский Гурий (Апалько).
25 апреля чин отпевания новопреставленного архиепископа Аристарха возглавил Патриарший экзарх всея Беларуси митрополит Минский и Слуцкий Филарет (Вахромеев).

## Награды и звания
- Орден преподобного Сергия Радонежского I степени (2011)[6]
- Орден преподобного Сергия Радонежского II степени
- Орден святого равноапостольного князя Владимира III степени (1975)
- Орден святого равноапостольного князя Владимира II степени (1977)
- Орден преподобного Серафима Саровского II степени (2005)
- Орден преподобной Евфросинии Полоцкой (2002)
- Орден святителя Кирилла Туровского I степени (2007)
- Почётный гражданин г. Гомеля (13 сентября 2011, Гомель)[7]
- Премия «За духовное возрождение» (5 января 2010)[8]

## Публикации
- Троице-Сергиева Лавра и русская культура [библ. 11] // Богословские труды. 1989. — № 29. — С. 201—206.